# Вайсе Визе
Вайсе Визе (нем. Weiße Wiese) — бывший футбольный стадион, располагавшийся в Дортмунде (Германия). Вместимость стадиона составляла около 18 000 зрителей. Он служил домашней ареной для дортмундской «Боруссии». Стадион располагался на улице Вамбелер, в окрестностях Борсигплаца и завода Hoesch AG, в северном Дортмунде. Он был также известен под названием Боруссия Спортпарк (нем. Borussia Sportpark).

## История
Вайсе Визе первоначально была муниципальной площадкой для игры в мяч с беговыми дорожками и ямой для прыжков. Ворота и перекладины первоначально были сделаны из деревянных брусков и всегда разбирались после матчей, чтобы их не украли. Название места, Weiße Wiese, предположительно произошло от белых цветов, падающих весной с соседних тополей, которые превращали поле в белоснежное.
Так как площадка не соответствовала требованиям Бециркслиги, на её месте летом 1924 года началось строительство спортивного парка. Сооружения состояли из стен длиной 450 метров и высотой в 1,8 метра, раздевалок и билетной кассы, а также трибуны на переднем плане, увеличивающей вместимость арены до 18 000 человек. Общая стоимость строительства составила 50 000 рейхсмарок. Новый «Боруссия Спортпарк» был открыт при участии обер-бургомистра Эрнста Эйххоффа 14 августа 1924 года.
В 1937 году, в ходе общей милитаризации нацистской Германии, завод Hoesch AG вынудил дортмундскую «Боруссию» покинуть Вайсе Визе и перебраться на стадион Роте Эрде, к югу от центра города. Спортивная площадка в конце концов уступила место бассейну Стокхайде, появившемуся в 1951 году, в построенном в 1941 году Хёшпарке. На месте бывшего Вайсе Визе была установлена памятная доска.